# Sant Mateu de Canet de Verges
Sant Mateu de Canet de Verges és un edifici religiós del municipi de la Tallada d'Empordà protegit com a bé cultural d'interès local.

## Descripció
L'església de Sant Mateu de Canet de Verges és un edifici d'una nau, amb una capella a cada costat, capçalera plana i campanar de planta quadrada a la banda de migdia. La façana és molt simple, amb obertures escasses i centrades: port d'accés allindanada, òcul superior i coronament sinuós, que sobresurt per damunt el nivell de la teulada i al centre del qual hi ha una tercera obertura en forma de creu. L'arrebossat, malmès i desaparegut en la part inferior, imita carreus. Davant la façana es troba un petit pati, delimitat per una tanca, que inclou el cementeri.
La construcció (església i campanar), en què es combinen fonamentalment els carreus de pedra i el paredat, es cobreix amb teulades a doble vessant.

## Història
L'església de Canet de Verges apareix esmentada ja el segle xii (1182) en relació amb la canònica d'Ullà. L'edifici actual, però, fou bastit entre els segles XVII-XVIII, i ha experimentat nombroses modificacions i reparacions al llarg del temps a causa dels desperfectes produïts per les inundacions. Les pedres de la construcció mostren diverses dates: 1605 i 1744 els arcs de les dues capelles laterals, 1743 la llinda de la porta d'accés, -segons J. Badia, aquesta pedra prové d'una masia del lloc, i fou col·locada al seu emplaçament actual en un dels processos de restauració-. L'església es troba integrada en un conjunt d'edificis resultant de les modificacions introduïdes en l'antiga rectoria pel seu actual propietari.